# Четнички напади на Нови Пазар 1941.
Четнички напади на Нови Пазар су се одиграли у јесен 1941. године када су се четничке јединице сукобиле са муслиманско-албанским јединицама под командом Сила осовина у Новом Пазару, у окупираној Краљевини Југославији. Упркос покретању три напада, четници нису успели да ослободе град од вишеструко бројнијих Муслимана и Албанаца који су били потпомогнути немачким тенковима.

## Немачка окупација и успостављање квислиншке власти у Санџаку
Почетком априла 1941. године друмом Нови Пазар - Сјеница из новопазарског војног гарнизона марширале су многе одступајуће војничке чете у правцу Сјенице, да би избегле заробљавање од стране Немаца. После усиљеног марша, те чете су обично правиле одмор на заравни код Балаве чесме или код чесме Тикваревице. У то време радија и штампе није било тако да мештани нису били обавештени о нападу Сила Осовине на Краљевину Југославију. Вести су се усмено преносиле од уста до уста. Преносиле су се усмене вести ко је заробљен, а ко је погинуо. Немци су ушли у Нови Пазар 17. априла а победнички дочек су им направили локални Муслимани, који су их дочекали као ослободиоце са одушевљењем.
На састанку немачке Крајс - команде са муслиманским и албанским квислинзима у Косовској Митровици 21. априла, поред осталог, одлучено је да се власт у Санџаку повери првацима из редова Муслимана.
На овом састанку којим је руководио командант немачке 60. моторизоване пешадијске дивизије генерал - потпуковник Фридрих - Георг Еберхард присуствовали су најзначајнији представници албанског и муслиманског становништва: Џафер Дева, Шабан Мустафа Гаши и Рустем Суводоли (Косовска Митровица); Омер Чини и Емин Черкез (Сјеница); Аћиф Хаџиахметовић и Бахрија Абдурахмановић (Нови Пазар); Јахја Хаџи Џемајли (Вучитрн); Иљаз Хаџи Џемајли (Приштина); Шаћир Халили (Подујево); Садик Рама и Рустем Садрија (Исток); Сефедин Беголи и Џевдет Беголи (Пећ) и Јусуф Градица, Муфтар Хусејини, Садик Зејнели и Мустафа Ибрахими (Дреница).
Нови Пазар је дат на управу Аћифу Хаџиахметовићу и његовим сарадницима. Иако је било жестоких расправа око припајања Новог Пазара Великој Албанији, Немци су га ипак оставили у саставу Косовскомитровачког округа Недићеве Србије. Међутим, власт у Новом Пазару је одмах започела албанизацију овог краја и антисрпску акцију, са циљем стварања етнички чистог исламског подручја.

## Албанизација Новог Пазара
Носилац политике албанизације новопазарског краја био је албански комитет у овом граду. Печати и штамбиљи свих јавних институција имали су, поред српског, и албански текст. Тај печат је званично употребљаван до последњег дана окупације. Албанизацију су за своје циљеве користили окупатори. Она је у великој мери заоштрила међуетничке односе Срба и Муслимана овог краја и убрзала међунационалне обрачуне. Да би придобили за себе преко триста породица у ове крајеве уведено је убирање четвртине од свих пољопривредних прихода, као што је било до 1912. године, до ослобођења Старе Србије од Турака. Убирање четвртине је почело у јулу 1941, а убирало се на читавој територији Среза Дежевског, а највише у селима ближе граду. Тиме су желели да поврате турски спахијски систем. Такав случај је био и у време Првог светског рата. За остваривање права на четвртину неке аге су користиле и жандармерију која је оштро интервенисала у свим случајевима отпора.
Упоредо са формирањем албанско-муслиманске власти и мерама насилне албанизације, убирањем четвртине и све чешћим нападима на Србе, дошло је и до прогона Срба. Тако је, на пример, септембра 1941. године један муслимански шумокрадица из села Чаровине секао стабла шуме чији је власник био Србин Ананије Равић. Он је са извесне даљине опомињао шумокрадицу да не сече шуму. Шумокрадица је пушком усмртио Ананија, који је потом сахрањен у селу Доње Павље. На платоу брда Оџева у том периоду су мучки убијени и локални Срби Витомир Јовичинац, Драгомир Спасојевић, Станко Вукићевић и његова жена Стана. Њима су балисти одсекли главе, натакли их на кочеве и певали са задовољством што су починили тако свиреп злочин. У Нови Пазар су 7. октобра умарширале групе од око 500 Шиптара са Косова и 100 муслиманских балиста са Пештера, пошто су претходно напале и попалиле српска села у Ибарском Колашину 27 - 30. септембра. Пре формирања ових група постојало је неколико наоружаних муслиманских група које су формиране почетком лета, живеле даље од града и пљачкале српска села. Најзначајнији је био проалбански одред балисте Бика Дрешевића у селу Чаровини на Пештеру. Ове одреде албанска власт у прво време званично није ни прихватала, али их није ни прогонила. Поред осталих злочина, балисти Бика Дрешевића су 29. октобра 1941. мучки убили монахињу манастира Сопоћани Пелагију и опљачкали сам манастир. Сличан злочин починили су 21. фебруара 1943. бандити Салка Ганевића када су за време богослужења у православној цркви у Тутину убили двојицу српских свештеника - Уроша Поповића, пароха Добрињског, и Луку Поповића, пароха Суводолског, а са њима и црквењака Милана Раковића исте цркве.

## Формирање четничких одреда Рашке области
Упоредо са све учесталијим нападима на Србе, у околини Новог Пазара лета 1941. године почињу да се формирају четнички одреди састављени углавном од бивших припадника Југословенске краљевске војске. Почетком јула 1941. године на планини Голији је формирана јединица ЈВуО састављена претежно од Срба из Сјеничког, Дежевског, Моравичког и Студеничког среза. То је била јединица ЈВуО чији је основни циљ био да штити локални српски живаљ од убијања, разбојништва, злостављања и пљачки које су вршили муслимански балисти, албански жандарми и појединци. 
У том периоду формира се у долини Ибра, у околини града Рашке, већи четнички одред који окупља активне и резервне официре и подофицире Југословенске војске који су желели да наставе борбу и након Априлског рата. Такође, у састав овог одреда улазе и жандарми и српски сељаци из Дежевског, Студеничког и Штавичког среза, који су побегли из својих села од претњи и терора наоружаних албанско-муслиманских група и појединаца. Командант одреда био је Машан Ђуровић. Он је септембра 1941. почео да региструје мештане Рашке и околних села и да ствара организацију која је до краја 1941. у долини Ибра веома ојачала. Чак су и поједини мештани новопазарских подголијских села одлазили преко Рудина, Дежеве и Тушимље на ушће реке Рашке у Ибар где се овај одред стационирао и добровољно се јављали у јединицу. 
Међу четницима се налазио и наредник жандармеријски Драгомир Чизмић из Рашке то јест из насеља Мислопоље од Чизмића.За њега се везује прича о томе како при првом нападу Пазараца на Рашку он је са својом јединицом на месту Мерчес усмртио вођу те групе непријатеља и тиме спречио даљи пролаз кроз Рашку. За то се везује и стоји као доказ сведочење Драгослава Чизмића као и осталих чланова породице од Драгомира. Породица од Драгомира је подигла споменик у Мислопољу код Рашке иако се не зна његово место смрти. На брдском венцу Влајна код Новог Пазара тада је боравио и партизански комесар Петар Стамболић са неколико својих сарадника. На његову молбу, мештани су му однели неколико хлебова и једну количину сира и кајмака, али се нико није одазвао његовом позиву да пођу у партизанске јединице.

## Напад балиста на српска села
Најтежи период за српско становништво у селима у околини Новог Пазара био је период 2. октобар - 7. новембар 1941. године. Тада су балисти Бика Дрешевића из Чаровине и других пештерских села у току ноћи 2. октобра напали села Грачане, Селац, Горње Тврдошево и Живалиће. У саму зору све куће у овим селима биле су попаљене. Паљење је било праћено пљачком целокупне покретне имовине која се могла узети и понети, а све остало је уништено. Српски живаљ одлази у масовни збег у подголијска села Тенково, Штитаре, Гошево и Кузмичево. Приликом паљења Горњег Тврдошева локални мештанин Лазар Никодиновић покушао је да изнесе и сакрије чабар сира и чабар кајмака на место звано Мочила. Балисти који су нападали уочили су га и ликвидирали. 
Тих дана у пећини Живалићког крша изнад цркве склонили су се браниоци ових села, четници Милорад Николић, Војо Николић, Санда Јаковљевић и Новица Милосављевић. Код себе су поред пушака имали и један пушкомитраљез. Два дана и две ноћи без хране и воде провели су у тој пећини. Тек трећег дана, група од 10-15 мештана ових села упутила се у правцу пећине и извела их живе и здраве. Куће у Селцу и Доњем Тврдошеву нису паљене. Селац је сачувао Шећо Жупић, а Доње Тврдошево Шериф Нокић, са намером да ова села претворе у свој спахилук. Тада балисти крећу у напредовање ка Голији, али локалне четничке групе формиране од мештана пружају жесток отпор. 
Погибијом команданта балиста код Троштичког камена исти се повлаче у правцу Новог Пазара. Почетком новембра из правца града Новог Пазара нападнута су дежевска села Видово, Војниће, Косуриће, Врболази, Мишчиће, Судско Село и сама Дежева. Формирао се збег и из ових села и сместио се такође у села на планини Голији - Остатије, Девиће и Брезовицу. Приликом борбе у селу Видову погинуо је један мештанин од топа који су користили балисти. Ова паљења су била повод за нападе четника Рашке области на Нови Пазар, који су изведени ради заштите Срба од даљег страдања. Дан пре првог напада на Нови Пазар, 3. новембра, голијски четници Миладина Милановића и Драгора Павловића за освету су напали и попалили муслиманска села Јасеновик, Горњу и Доњу Пожегу и Рајчиновиће.

## Напади четника на Нови Пазар
Први напад четника на Нови Пазар извео је Јаворски четнички корпус команданта Радомира Цветића, али четници су претрпели тешке губитке од 63 мртва и 68 рањених војника. Ови губици су им нанети због надмоћи муслиманско-албанске одбране у људству (град је бранило 2.000 људи) и наоружању. Четници су град напали са одредом од око 200-300 људи. Немачки тенкови разбили су опсаду града. За то време албанска појачања које је позвао Аћиф Хаџиахметовић нападају Ибарски Колашин како би се пробила до Новог Пазара. После пробоја, око 14. новембра муслиманско-албанске снаге у Новом Пазару нарастају на 5.000 људи. Тада у област Старе Рашке по наређењу Драже Михаиловића стиже мајор Војислав Лукачевић, касније начелник Команде Старог Раса, како би подржао четничке снаге код Новог Пазара.
Након неуспешног напада и повлачења четника, Аћиф Хаџиахметовић организује контранапад на Рашку коју су држали четници. Тај напад је почео 16. новембра око 10.00 часова, а завршио се сутрадан поразом балиста, иако су имали далеко више људства од четника. Главна битка против већ поменутих 5.000 балиста одиграла се 17. новембра 1941. на Великој и Малој Бисини, десно од пута Нови Пазар - Рашка, на падинама Рогозне. Балисти су тешко поражени, док су четници изгубили 50 људи. Битку је добило 500 четника пристиглих из Топлице под командом Машана Ђуровића. Непосредно потом четници нападају муслимане и сабијају их у Нови Пазар који је нападнут 21. новембра 1941, са снагама Јаворског корпуса из правца Рашке и одредима Машана Ђуровића који је напао преко Рогозне из правца села Врачево. Град су бранили 3.000 Албанаца под командом Шабана Полуже, 2.000 бораца из Бишева под командом Мула-Јакуба, одреди Бика Дрешевића, као и борци из тутинског краја под командом Џемаила Коничанина. Током борбе погинуло је 144 Албанца. Четнички губици били су троструко мањи. Усред окршаја, један четнички митраљезац се забарикадирао у кући у којој је био опкољен стотинама балиста. Борио се до смрти успевши да ликвидира више од 100 балиста обезбедивши повлачење својих снага преко села Видова и Војнића у правцу Рашке.
Трећи, последњи напад на Нови Пазар изведен је 4. децембра 1941. године, али четници су одбијени. Након овог напада четници Рашке области су спремали терен за долазак генерала Драже Михаиловића који се баш у то време повлачио пред немачком офанзивом са Главним штабом из западне Србије ка Голији. На овој планини делови елитне немачке Бранденбург дивизије су пролећа 1942. године водили велику операцију Форстрат са циљем уништења четничког штаба, али немачки обруч је пробијен и четници су се извукли преко Пештера у Црну Гору.